# علی‌اکبر دهقان
علی اکبر دهقان (۱۳۲۷ تربت جام-۱۳۶۰) از اعضای حزب جمهوری اسلامی و انجمن حجتیه و نماینده مردم تربت جام در دوره اول مجلس شورای اسلامی بود. برای کسب کرسی نمایندگی توانست از ۴۸٬۸۰۰ رای ماخوذه با کسب ۵۰ درصد آرا به مجلس راه یابد.